# Puig d'en Carreres
El Puig d'en Carreres és una muntanya de 397 metres que es troba al municipi de Cruïlles, Monells i Sant Sadurní de l'Heura, a la comarca catalana del Baix Empordà.
Al cim podem trobar-hi un vèrtex geodèsic (referència 307100001).